# Окс, Тимо
Ти́мо Окс (нем. Timo Ochs; род. 17 октября 1981, Гёттинген, Нижняя Саксония) — немецкий футболист, вратарь.

## Карьера
Начал играть в футбол в клубе «Венде», за который играл до 1996 года. Затем перешёл в «Ганновер», академию которого закончил в 1999 году. Долгое время был запасным вратарём в основной команде, но ни разу так и не вышел на поле. В начале сезона 2003/04 перешёл в только что поднявшийся во Вторую Бундеслигу «Оснабрюк», где скоро стал основным вратарём. Хотя команда так и не смогла удержать своё место и вылетела обратно, Окс был в том сезоне одним из лучших вратарей в лиге. После вылета «Оснабрюка» он перебрался в вылетевший из Бундеслиги «Мюнхен 1860».
Там Тимо сначала сидел на скамейке запасных и сыграл несколько игр за дубль в Региональной лиге. В одном из матчей он даже забил гол с пенальти. После травмы основного вратаря Михаэля Хофманна в начале 2005 он использовал свой шанс и стал основным вратарём мюнхенцев. В том году он был признан болельщиками клуба лучшим игроком года.
В июне 2006 Окс перешёл в австрийский «Ред Булл», где вместе с командой стал чемпионом Австрии в 2007 и 2009 годах. До своей травмы в декабре 2008 он был основным вратарём «быков». В мае 2009 стало известно, что его контракт не будет продлён.
24 сентября 2009 берлинская «Герта» заявила о подписании Окса. Он подписал контракт на 1 год и должен был заменить травмированного Ярослава Дробного. 27 сентября в матче 7 тура против «Хоффенхайма» он дебютировал в составе «Герты». В игре против «Гамбурга» в следующем туре он получил травму и на 33 минуте был заменён. По итогам сезона вместе с командой он вылетел во Вторую Бундеслигу, но его новый контракт с «Гертой» так и не был подписан и после этого он вынужден был искать себе новый клуб.
26 ноября 2010 вратаря подписал «Нюрнберг». Однако он лишь сыграл 10 матчей за вторую команду (одна была впоследствии аннулирована) и покинул Нюрнберг в конце сезона, чтобы присоединиться к «Мюнхену 1860», своему бывшему клубу.
В Мюнхене он стал запасным вратарём позади Габора Кирая. В сезоне 11/12 он впервые вышел на поле в 19 туре, последнем перед зимней паузой, после того как венгерский вратарь выбыл из-за травмы.

## Достижения
«Ред Булл»
- Чемпион Австрии по футболу: 2007, 2009

## Личная жизнь
Тимо Окс женат. В 2005 году он также успешно окончил обучение по специальности «Спортивный менеджмент». В 2009 году у него родился сын.